# Gueldenstaedtia gansuensis
Gueldenstaedtia gansuensis är en ärtväxtart som beskrevs av H.B.Cui. Gueldenstaedtia gansuensis ingår i släktet Gueldenstaedtia och familjen ärtväxter. Inga underarter finns listade i Catalogue of Life.